# Prvenstvo Hrvatske u vaterpolu 2018./19.
Ovo je 28. izdanje hrvatskog vaterpolskog prvenstva. Svih deset momčadi koje su nastupale u Jadranskoj ligi išlo je u doigravanje za naslov prvaka Hrvatske, koje je igrano u proljeće 2019. godine, po završetku Jadranske lige. 
  
Svoj četvrti uzastopni i ukupno petnaesti naslov osvojio je dubrovački "Jug Adriatic osiguranje".

## Sudionici
prema plasmanu u A-1 i A-2 ligi u Jadranskoj ligi za 2018./19. 
- Mladost – Zagreb
- Jug Adriatic osiguranje – Dubrovnik
- Jadran – Split
- Mornar Brodospas – Split
- OVK POŠK – Split
- Solaris – Šibenik
- Primorje Erste Banka – Rijeka
- Zadar 1952 – Zadar
- Medveščak – Zagreb
- Galeb Makarska rivijera – Makarska

## Rezultati
– domaća utakmica za klub1 

     – gostujuća utakmica za klub1

| Četvrtzavršnica | Četvrtzavršnica | Četvrtzavršnica | Četvrtzavršnica | Četvrtzavršnica |
| klub1           | ukupno          | klub2           | ut.1            | ut.2            |
| --------------- | --------------- | --------------- | --------------- | --------------- |
| Zadar 1952      | 13:28           | Mladost         | 7:17            | 6:11            |
| Primorje EB     | 16:30           | Jug AO          | 8:16            | 8:14            |
| Solaris         | 18:30           | Jadran          | 10:12           | 8:18            |
| OVK POŠK        | 12:28           | Moranr BS       | 7:9             | 5:19            |

| Za 9. mjesto | Za 9. mjesto | Za 9. mjesto | Za 9. mjesto | Za 9. mjesto |
| klub1        | ukupno       | klub2        | ut.1         | ut.2         |
| ------------ | ------------ | ------------ | ------------ | ------------ |
| Galeb MR     | 18:17        | Medveščak    | 11:11        | 7:6          |

| Poluzavršnica | Poluzavršnica | Poluzavršnica | Poluzavršnica | Poluzavršnica |
| klub1         | ukupno        | klub2         | ut.1          | ut.2          |
| ------------- | ------------- | ------------- | ------------- | ------------- |
| Jug AO        | 24:18         | Jadran        | 13:12         | 11:6          |
| Mladost       | 21:11         | Mornar BS     | 9:4           | 12:7          |

| Za 5. do 8. mjesta | Za 5. do 8. mjesta | Za 5. do 8. mjesta | Za 5. do 8. mjesta | Za 5. do 8. mjesta |
| klub1              | ukupno             | klub2              | ut.1               | ut.2               |
| ------------------ | ------------------ | ------------------ | ------------------ | ------------------ |
| Primorje EB        | 14:16              | Solaris            | 8:7                | 6:9                |
| Zadar 1952         | 21:22              | OVK POŠK           | 10:11              | 11:11              |

| klub1        | pob-por      | klub2        | ut.1         | ut.2         | ut.3         | ut.4         | !ut.5        |
| za 3. mjesto | za 3. mjesto | za 3. mjesto | za 3. mjesto | za 3. mjesto | za 3. mjesto | za 3. mjesto | za 3. mjesto |
| ------------ | ------------ | ------------ | ------------ | ------------ | ------------ | ------------ | ------------ |
| Jadran       | 2-0          | Mornar       | 17:9         | 13:9         | –            |              |              |
|              |              |              |              |              |              |              |              |
| za prvaka    |              |              |              |              |              |              |              |
| Mladost      | 0-3          | Jug AO       | 4:10         | 9:10         | 11:14        | –            | –            |

| klub1        | ukupno       | klub2        | ut.1         | ut.2         |
| Za 7. mjesto | Za 7. mjesto | Za 7. mjesto | Za 7. mjesto | Za 7. mjesto |
| ------------ | ------------ | ------------ | ------------ | ------------ |
| Zadar 1952   | 16:30        | Primorje EB  | 10:10        | 6:20         |
|              |              |              |              |              |
| za 5. mjesto |              |              |              |              |
| Solaris      | 20:15        | OVK POŠK     | 14:5         | 6:9          |

## Četvrtzavršnica

### Prve utakmice
| 24. ožujka 2019. 20:00 | Izvješće | Zadar 1952                         | 7 – 17    | Mladost | Suci: Rončević, Rogić |
| 24. ožujka 2019. 20:00 | Izvješće | Po četvrtinama: 2:4, 1:5, 3:2, 1:6 |           |         | Suci: Rončević, Rogić |
| 24. ožujka 2019. 20:00 | Izvješće | Jovančević 2                       | Strijelci | Miloš 5 | Suci: Rončević, Rogić |

| 23. ožujka 2019. | Izvješće | Primorje                           | 8 – 16    | Jug       | Suci: Mijić, Tiozzo |
| 23. ožujka 2019. | Izvješće | Po četvrtinama: 2:5, 2:2, 0:6, 4:3 |           |           | Suci: Mijić, Tiozzo |
| 23. ožujka 2019. | Izvješće | Paparić 3                          | Strijelci | Fatović 4 | Suci: Mijić, Tiozzo |

| 23. ožujka 2019. | Izvješće | Solaris                            | 10 – 12   | Jadran ST          | Suci: Rogić, Radičević |
| 23. ožujka 2019. | Izvješće | Po četvrtinama: 2:1, 2:4, 3:4, 3:3 |           |                    | Suci: Rogić, Radičević |
| 23. ožujka 2019. | Izvješće | Pelicarić 3                        | Strijelci | četiri igrača po 2 | Suci: Rogić, Radičević |

| 23. ožujka 2019. | Izvješće | OVK POŠK                           | 7 – 9     | Mornar    | Suci: Banovac, Prančić |
| 23. ožujka 2019. | Izvješće | Po četvrtinama: 3:3, 2:2, 2:1, 0:3 |           |           | Suci: Banovac, Prančić |
| 23. ožujka 2019. | Izvješće | dva igrača po 2                    | Strijelci | Dužević 3 | Suci: Banovac, Prančić |

### Druge utakmice
| 25. ožujka 2019. 20:45 | Izvješće | Mladost                            | 11 – 6    | Zadar 1952      | Suci: Šketelj, Beltrame |
| 25. ožujka 2019. 20:45 | Izvješće | Po četvrtinama: 2:1, 4:1, 3:3, 2:1 |           |                 | Suci: Šketelj, Beltrame |
| 25. ožujka 2019. 20:45 | Izvješće | Buljubašić                         | Strijelci | dva igrača po 2 | Suci: Šketelj, Beltrame |

Ukupni rezultat je Mladost 28:13 Zadar 1952.
| 24. ožujka 2019. | Izvješće | Jug                                | 14 – 8    | Primorje        |  |
| 24. ožujka 2019. | Izvješće | Po četvrtinama: 4:2, 5:2, 1:1, 4:3 |           |                 |  |
| 24. ožujka 2019. | Izvješće | dva igrača po 3                    | Strijelci | dva igrača po 2 |  |

Ukupni rezultat je Jug 30:16 Primorje.
| 16. travnja 2019. 20:00 | Izvješće | Jadran ST                          | 18 – 8    | Solaris     | Suci: Jović, Blašković |
| 16. travnja 2019. 20:00 | Izvješće | Po četvrtinama: 5:2, 4:1, 6:2, 3:3 |           |             | Suci: Jović, Blašković |
| 16. travnja 2019. 20:00 | Izvješće | tri igrača po 3                    | Strijelci | Pelicarić 3 | Suci: Jović, Blašković |

Ukupni rezultat je Jadran ST 30:18 Solaris.
| 17. travnja 2019. 19:45 | Izvješće | Mornar                             | 15 – 9    | OVK POŠK         | Suci: Periš, Kuzmanić |
| 17. travnja 2019. 19:45 | Izvješće | Po četvrtinama: 4:0, 3:4, 6:3, 2:2 |           |                  | Suci: Periš, Kuzmanić |
| 17. travnja 2019. 19:45 | Izvješće | Burić 5                            | Strijelci | Borovčić-Kurir 3 | Suci: Periš, Kuzmanić |

Ukupni rezultat je Mornar 24:16 OVK POŠK.

## Poluzavršnica

### Prve utakmice
| 27. travnja 2019. 20:30 | Izvješće | Jug                                | 13 – 12   | Jadran ST  | Suci: Abramović, Obradović |
| 27. travnja 2019. 20:30 | Izvješće | Po četvrtinama: 2:1, 4:1, 4:3, 3:7 |           |            | Suci: Abramović, Obradović |
| 27. travnja 2019. 20:30 | Izvješće | Joković 5                          | Strijelci | Visković 5 | Suci: Abramović, Obradović |

| 27. travnja 2019. 18:00 | Izvješće | Mladost                            | 9 – 4     | Mornar             | Suci: Franulović, Čipčić |
| 27. travnja 2019. 18:00 | Izvješće | Po četvrtinama: 3:1, 1:1, 1:2, 4:0 |           |                    | Suci: Franulović, Čipčić |
| 27. travnja 2019. 18:00 | Izvješće | dva igrača po 2                    | Strijelci | četiri igrača po 1 | Suci: Franulović, Čipčić |

### Druge utakmice
| 1. svibnja 2019. 21:00 | Izvješće | Jadran ST                          | 6 – 11    | Jug       | Suci: Ivanovski, Franulović |
| 1. svibnja 2019. 21:00 | Izvješće | Po četvrtinama: 1:2, 1:3, 2:3, 2:3 |           |           | Suci: Ivanovski, Franulović |
| 1. svibnja 2019. 21:00 | Izvješće | dva igrača po 2                    | Strijelci | Fatović 4 | Suci: Ivanovski, Franulović |

Ukupni rezultat je Jug 24:18 Jadran ST.
| 1. svibnja 2019. 19:00 | Izvješće | Mornar                             | 7 – 12    | Mladost | Suci: Bura, Savinović |
| 1. svibnja 2019. 19:00 | Izvješće | Po četvrtinama: 4:4, 1:4, 0:2, 2:2 |           |         | Suci: Bura, Savinović |
| 1. svibnja 2019. 19:00 | Izvješće | dva igrača po 2                    | Strijelci | Miloš 3 | Suci: Bura, Savinović |

Ukupni rezultat je Mladost 21:11 Mornar.

## Završnica

### Prva utakmica
| 8. svibnja 2019. 18:00 | Izvješće | Mladost                            | 4 – 10    | Jug       | Suci: Gomez, Severo |
| 8. svibnja 2019. 18:00 | Izvješće | Po četvrtinama: 1:2, 1:4, 1:1, 1:3 |           |           | Suci: Gomez, Severo |
| 8. svibnja 2019. 18:00 | Izvješće | Radu 2                             | Strijelci | Fatović 3 | Suci: Gomez, Severo |

### Druga utakmica
| 11. svibnja 2019. 16:30 | Izvješće | Jug                                | 10 – 9    | Mladost         | Suci: Bianco, Putniković |
| 11. svibnja 2019. 16:30 | Izvješće | Po četvrtinama: 1:1, 4:4, 3:2, 2:2 |           |                 | Suci: Bianco, Putniković |
| 11. svibnja 2019. 16:30 | Izvješće | Joković 4                          | Strijelci | dva igrača po 2 | Suci: Bianco, Putniković |

### Treća utakmica
| 19. svibnja 2019. 16:00 | Izvješće | Mladost                            | 11 – 14   | Jug             | Suci: Bianco, Castagnola |
| 19. svibnja 2019. 16:00 | Izvješće | Po četvrtinama: 3:4, 4:2, 3:5, 1:3 |           |                 | Suci: Bianco, Castagnola |
| 19. svibnja 2019. 16:00 | Izvješće | dva igrača po 3                    | Strijelci | dva igrača po 3 | Suci: Bianco, Castagnola |

Ukupni rezultat je Jug 3:0 Mladost.

## Konačni poredak
| mj. | klub                               | ut | pob | ner | por | gol+ | gol- |
| --- | ---------------------------------- | -- | --- | --- | --- | ---- | ---- |
| 1.  | Jug Adriatic osiguranje Dubrovnik  | 7  | 7   | 0   | 0   | 88   | 58   |
| 2.  | Mladost Zagreb                     | 7  | 4   | 0   | 3   | 73   | 58   |
|     |                                    |    |     |     |     |      |      |
| 3.  | Jadran Split                       | 6  | 4   | 0   | 2   | 78   | 70   |
| 4.  | Mornar Brodospas Split             | 6  | 2   | 0   | 4   | 53   | 67   |
|     |                                    |    |     |     |     |      |      |
| 5.  | Solaris Šibenik                    | 6  | 2   | 0   | 4   | 54   | 58   |
| 6.  | OVK POŠK Split                     | 6  | 2   | 1   | 3   | 52   | 65   |
|     |                                    |    |     |     |     |      |      |
| 7.  | Primorje Erste Banka Rijeka        | 6  | 2   | 1   | 3   | 60   | 62   |
| 8.  | Zadar 1952                         | 6  | 0   | 2   | 4   | 50   | 80   |
|     |                                    |    |     |     |     |      |      |
| 9.  | Galeb Makarska rivijera (Makarska) | 2  | 1   | 1   | 0   | 18   | 17   |
| 10. | Medveščak Zagreb                   | 2  | 0   | 1   | 1   | 17   | 18   |

## Najbolji strijelci
strijelci 10 i više pogodaka 
| | |
| - 20 golova - Maro Joković (Jug AO) - 19 golova - Loren Fatović (Jug AO) - 14 golova - Lovre Miloš (Mladost) - Roko Pelicarić (Solaris) - Ivan Vrbnjak (Zadar 1952) - 13 golova - Nikola Milardović (Jadran) - Jerko Penava (OVK POŠK) | - 12 golova - Ante Visković (Jadran) - 11 golova - Marin Vrdoljak (Mornar BS) - Filip Vuleta (OVK POŠK) - 10 golova - Hrvoje Benić (Jug AO) - Slavko Ćalić (Mornar AO) - Lovro Paparić (Primorje EB) |

## Vanjske poveznice
- hvs.hr